# Řvi potichu, brácho
Řvi potichu, brácho! je dílo od české autorky Ivony Březinové z roku 2016. Spisovatelka v knize popisuje život teenegerky Pamely, která se přistěhovala do nového města spolu se svým dvojčetem a jejich maminkou. Jeremiášovi byla v dětství diagnostikována porucha autistického spektra, a to těžší forma. Právě toto postižení výrazně ovlivňuje fungování celé rodiny a přijetí Pamely ve školním prostředí. Celou knížku zdobí barevné ilustrace od Tomáše Kučerovského. Kniha v roce 2016 získala ocenění Zlatá stuha a byla nominována na Magnesii Literu. Kniha byla přeložena do polštiny jako Krzycz po cichu, braciszku.
Web CzechLit ke knize uvádí: „Ivona Březinová je na poli literatury pro děti a mládež pojem. Autorka desítek knih, jejichž žánrové rozpětí sahá od autorských pohádek až po fantasy, získala řadu literárních cen včetně Zlaté stuhy a nominací na Magnesii Literu a její texty již byly přeloženy do deseti jazyků. Uznání si vydobyla především svými sociálně motivovanými příběhy pro starší děti. Řeší v nich témata menšin, hendikepů, nevyléčitelných nemocí i psychických poruch – například anorexie. Také její nová kniha je věnována složitosti každodenního života s hendikepem.“

## Děj
Kniha vypráví příběh čtrnáctiletých dvojčat a jejich maminky, kteří se přistěhovali do nového města. Hlavní hrdinkou celého příběhu je Pamela, sestra chlapce s poruchou autistického spektra. Maminka i Pamela Jeremiáše velice milují a společně se snaží zvládat těžké situace, které jim postižení chlapce přináší. Pro Jeremiáše jako autistu je důležité dodržování řádu a pravidel a vyžaduje to po všech ve svém okolí. Pokud někdo nedodržuje Jeremiášova pravidla, např. že v pondělí se všichni oblíkají modře nebo mu narušují jeho rituály, např. když ke snídani nedostane tvarohový kulatý koláč s rozinkami, tak začne být agresivní a nezvladatelný. Maminka v průběhu celé knížky bojuje s vlastním přesvědčením, že se Jeremyho nikdy nevzdá a názory ostatních, kteří si myslí, že by ho měla umístit do ústavu. Jeremiášova agresivita se v průběhu knížky výrazně zhoršuje, a to až tak, že napadne svoji maminku. Právě tato situace vede k umístění Jeremyho do ústavu. Výrazné chování Jeremyho ovlivňuje také přijetí Pamely v novém třídním kolektivu. Většina třídy se s ní odmítá přátelit, protože si myslí, že jsou ona i její bratr „divní“. Tyto okolnosti ji vedou k tomu, že se spřátelí s vyčleněným spolužákem Patrikem. Postupně zjišťuje, že se Patrik chová dost zvláštně, a to kvůli tomu, že má Aspergerův syndrom. Pamela vnitřně bobuje s city, které chová k Patrikovi a on jí to výrazně neulehčuje. Patrikovi se Pamela očividně líbí, ale dává to najevo dost zvláštním způsobem. Po několika nedorozuměních a neshodách se ale dají dohromady i když Pamela ví, že to nebude vůbec lehké.

## Přijetí díla
Kniha Řvi potichu brácho! byla v roce 2017 nominována na cenu Magnesia Litera v kategorii Litera za knihu pro děti a mládež. Dílo cenu sice nezískalo, ale dostalo se mu velice kladného ohodnocení: „Ani pohádka, ani fantasy, ani sci-fi, ba ani dystopie. Kniha Ivony Březinové přibližuje autismus – jedno z témat, které se v české beletrii donedávna téměř nevyskytovalo. Příběh obyčejné rodiny ovlivněné životem s autistou je tu podán sugestivně a bez příkras… Text doplňují decentní ilustrace, které zaujmou kompoziční promyšleností a respektováním barevného odlišení dnů. Zdařile simulují rozdílné vidění reality zdravých a postižených, přičemž fragmenty výjevů střídají detaily a celky. Vůbec nebude na škodu, pokud si věrohodně a čtivě napsaný příběh z knihovničky vytáhne a přečte i dospělý. Možná se mu otevřou oči a pochopí, že ne každý, kdo se chová zvláštně, je nevychovaný, a ne každé vztekající se dítě je rozmazlené.“
V doslovu knihy se autorce dostalo uznání také od doktorky Veroniky Šporclové z Národního ústavu pro autismus, která zde uvádí: „V duchu jsem se ptala: Jak může někdo, kdo s autismem nemá zkušenosti, chtít napsat knihu na toto téma?... Oceňovala jsem snahu paní spisovatelky proniknout k lidem s autismem, pochopit jejich způsob myšlení a často nepochopitelné jednání, přiblížit se problémům rodičů, kteří o děti s poruchou autistického spektra pečují… Prostřednictvím Jeremiášovi maminky se čtenáři mohou seznámit s problémy, které rodiče dětí s autismem reálně každodenně řeší, s čím se musí vypořádat a jak je jejich život extrémně náročný. V odborných kruzích se hovoří také o opomíjené skupině sourozenců autistických dětí. Velmi vítám, že paní Březinová na sourozence nezapomněla a prostřednictvím Pamely čtenářům přiblížila problémy, se kterými se mohou potýkat. Dostat do literární podoby tak složitý problém, jakým je autismus, a postihnout zde i spektrum obtíží, se kterými se tito lidé i jejich blízcí každodenně potýkají, je opravdu mistrovský kousek. Všem (rodičům, pedagogům, spolužákům, sourozencům, dětem i dospělým atd.), kteří se snaží proniknout do života lidí s poruchou autistického spektra, knihu Řvi potichu, brácho vřele doporučuji.“ 